# Aneuclis melanaria
Aneuclis melanaria là một loài tò vò trong họ Ichneumonidae.